# 项鼎铉
項鼎鉉（1574年—1619年），字孟璜，初字稚玉，号扈虚。秀水縣（今浙江嘉兴）人，明朝政治人物。

## 生平
項鼎鉉生於書香世家，“诗文雄奇，时人无与抗手”，娶沈德符之妹沈瑶华為妻。万历二十九年（1601年）進士，選庶吉士，因“中飛語”去官，於是不再出仕。與李日華好友，二人交往频繁，項鼎鉉在李氏生前就曾拜讀過《味水轩日記》。曾購得《苏轼书庐山宝书》，惜毀於大火。万历四十七年（1619）项鼎铉卒。著有《呼桓日記》。

## 家族
祖父项笃寿，嘉靖壬戌进士，官参议。父項德楨，参政；为长子。伯祖项元汴。
無子。